# 藤原菅根
藤原 菅根（ふじわら の すがね、斉衡3年（856年） - 延喜8年10月7日（908年11月3日）は、平安時代前期の貴族・学者。藤原南家、右兵衛督・藤原良尚の四男。官位は従四位上・参議、贈従三位。

## 経歴
元慶8年（884年）文章生に補され、因幡権大掾を経て、寛平2年（890年）対策に及第し、翌寛平3年（891年）少内記に任ぜられる。寛平2年（890年）8月5日付藤原菅根等連署施入帳に名がみえ、曽祖父黒麻呂と祖父春継が開発した藻原荘と田代荘を興福寺に施入している。寛平5年（893年）敦仁親王の立太子に際して菅原道真の推挙で春宮侍読となり、親王に『曲礼』『論語』『後漢書』などを講じる。
寛平9年（897年）敦仁親王の即位（醍醐天皇）に伴い、従五位下に叙爵。さらに昇殿を許されて勘解由次官兼式部少輔に任ぜられ、同年11月には道真の推挙で再度昇叙されて従五位上となる。昌泰2年（899年）には文章博士となり、天皇の前で『史記』を進講した。昌泰3年（900年）蔵人頭兼左近衛少将。
昌泰4年（901年）に発生した昌泰の変では、醍醐天皇の外戚である中納言・藤原定国とともに天皇に対して「天下之世務以非為理」と奏上して、菅原道真が失脚するきっかけを作り、さらに道真の左遷を諫止するために参内しようとした宇多上皇を内裏の門前で阻んだという。これについては、かつて宮中での庚申御遊の折に道真に衆前で頬を打たれた屈辱を晴らそうとしたものとされ、後年菅根が道真の祟りを受けて死んだとされる伏線となる話である。しかしながら、菅根のみならず、道真の盟友であった左大弁兼侍従・紀長谷雄も上皇の参内を阻止したとされることや、宇多上皇がかつて在位中に天皇の許可の得ない上皇の参内を禁じたともされることから、左大臣・藤原時平もしくは醍醐天皇の命令に従って、菅根はその職責を果たしたに過ぎないとする見方もある。なお、菅根は上皇の参内阻止の責任を取らされ、一旦蔵人頭を解任されて大宰大弐に左遷されるが、翌月には九州へ出発することなく蔵人頭兼式部少輔に再任されて、3月には権左中弁を兼務している。
昌泰の変以降、延喜2年（902年）正五位下、延喜3年（903年）従四位下・式部権大輔、延喜6年（906年）従四位上と急速に昇進する。この間、延喜4年（904年）保明親王が皇太子に立てられるとその春宮亮を兼ね、延喜5年（905年）に作成が命ぜられた延喜式の編纂にも参画している。延喜8年（908年）正月に参議に任じられ公卿に列するが、同年10月7日に雷に打たれて卒去。享年53。最終官位は参議式部大輔従四位上。10月17日になって、従三位の位階を贈られた。

## 人物
学問に熱心で、経書・史書や多くの学者の著した書物に幅広く通じていたという。勅撰歌人として『古今和歌集』に1首の和歌作品が入集している。

## 官歴
注記がないものは『公卿補任』による。
- 元慶8年（884年） 6月21日：文章生（字は右生）[10]
- 寛平2年（890年） 正月：因幡掾
- 寛平3年（891年） 3月9日：少内記
- 寛平9年（897年） 7月13日：従五位下。7月17日：勘解由次官。7月26日：式部少輔。11月23日：従五位上
- 昌泰2年（899年） 2月11日：兼文章博士
- 昌泰3年（900年） 正月：兼備中権介。正月29日：蔵人頭。5月15日：右近衛少将、式部少輔備中権介如元
- 昌泰4年（901年） 正月26日：太宰大弐、止蔵人頭。2月19日：式部少輔。2月21日：如元蔵人頭。3月15日：兼権左中弁
- 延喜2年（902年） 正月7日：正五位下
- 延喜3年（903年） 正月7日：従四位下。2月26日：式部権大輔
- 延喜4年（904年） 正月25日：兼備前守。2月：兼春宮亮。2月26日：式部大輔、兼官如元
- 延喜6年（906年） 11月7日：従四位上
- 延喜7年（907年） 2月29日：兼侍従
- 延喜8年（908年） 正月12日：参議、侍従式部大輔如元。10月7日：卒去。10月17日：贈従三位

## 系譜
- 父：藤原良尚
- 母：菅野高年の娘
- 妻：藤原氏江の娘（藤原氏江は藤原式家宇合流出身）
  - 次男：藤原元方（888-953）
  - 女子：藤原淑姫（?-948） - 醍醐天皇更衣、兼明親王らの母
- 生母不詳
  - 長男：藤原季方
  - 女子：藤原元姫 - 平時望室

菅根の子孫は息子・元方が文章生から大納言にまで昇り、元方の子の懐忠も大納言、懐忠の子の重尹が権中納言に昇るなど三代にわたり公卿を出した。それ以後は振るわなかったものの、彼を先駆者として藤原南家から文章博士が輩出されるようになった。なお、菅根の曾孫で、元方の孫に盗賊として著名な保輔がいる。